# Galactia nana
Galactia nana är en ärtväxtart som beskrevs av Arturo Erhardo Erardo Burkart. Galactia nana ingår i släktet Galactia och familjen ärtväxter. Inga underarter finns listade i Catalogue of Life.